# Mamie Rose

Mamie Rose ou Ma Mie Rose est un téléfilm français écrit par Michèle Ressi, réalisé par Pierre Goutas et diffusé en 1975.

## Synopsis
Agathe et Régis ont un petit garçon, Benoît, très capricieux et parfois agressif. Le couple, sur le point de divorcer, envisage de partir en vacances afin de mieux réfléchir à sa décision. Pour ce faire, Agathe et Régis publient une annonce dans un journal : « Jeune couple cherche grand-mère au pair pour s'occuper petit garçon, âgé de dix ans... ». Une vieille dame, Rose, se présente. Elle arrive avec un poisson et un oiseau dont elle ne peut se séparer. Les premiers contacts avec Benoît sont fort désagréables. Nullement découragée, elle s'aperçoit qu'il est malheureux et qu'il souffre beaucoup de se sentir mal-aimé dans sa famille...

## Distribution
- Gisèle Casadesus : Rose
- Claude Jade : Agathe
- Claude Giraud : Régis
- Éric Najsztat : Benoît
- Mireille Audibert : Janine
- Jeanne Herviale : la gardienne